# Ghép tế bào gốc tạo máu
Ghép tế bào gốc tạo máu hay thường được gọi ngắn gọn là ghép tủy là một phương pháp điều trị bệnh được ứng dụng nhiều trong ngành huyết học và ung thư học. Phương pháp này thực hiện quá trình cấy ghép tế bào gốc tạo máu lấy từ tủy xương hoặc từ máu ghép vào cơ thể người bệnh để chữa các bệnh lý huyết học, bệnh lý miễn dịch, di truyền và một số bệnh lý ung thư khác.

## Lịch sử ngành ghép tủy
Ngành ghép tủy thực sự phát triển bắt đầu sau sự bùng nổ của năng lượng và vũ khí hạt nhân năm 1945. Mặc dù trước đó đã có một vài nỗ lực của trong việc dùng tủy xương của người hiến đưa vào cơ thể người nhận là những bệnh nhân bị thiếu máu hay ung thư máu bằng đường uống, tiêm bắp hay truyền tĩnh mạch.
Vào thời điểm này, ngành ghép tủy bắt đầu được nghiên cứu nhiều vì xuất hiện những bệnh nhân bị các bệnh lý máu ác tính do phơi nhiễm phóng xạ iôn hóa.
Chúng ta có thể lược lại một số mốc quan trọng của ngành ghép tủy3:
- Ca ghép tủy đầu tiên được ghi nhận năm 1939, thực hiện trên một bệnh nhân bị xơ tủy do kim loại nặng, tủy ghép lấy từ người anh ruột của bệnh nhân. Ca ghép này không thành công, bệnh nhân chết sau 5 ngày.
- Ca ghép tủy được ghi nhận thành công đầu tiên là năm 1965, khi một bệnh nhân Bạch cầu lymphô cấp loại nguyên bào lymphô được điều trị bằng hóa trị và xạ trị, sau đó được truyền tế bào tủy xương từ 6 người hiến tủy khác nhau nhưng có liên hệ huyết thống. Bệnh nhân này tử vong sau 20 tháng vì bệnh tái phát.
- Từ năm 1977 đến 1980, thành công trong nghiên cứu ghép tủy dị thân.Cũng từ năm 1978, ghép tủy trong bệnh lymphôm bắt đầu có những thành công nhất định.
- Năm 1990, BS E.D. Thomas đã được trao giải thưởng Nobel y học cho những nghiên cứu về ghép tủy.
- Đến năm 2000, thì đã có hơn 500 000 trường hợp ghép tủy thực hiện trên toàn thế giới. Cho đến bây giờ ghép tủy đã được thử nghiệm nghiên cứu trong nhiều bệnh lý, cả ác tính lẫn không ác tính, đáng kể là ghép tủy khá hiệu quả trong điều trị các bệnh lý thiếu máu bất sản, khi tủy hiến có HLA phù hợp người nhận, đặc biệt giữa anh chị em ruột.

## Phân loại ghép tủy8

### Tự ghép tủy
- Tự ghép tủy từ sản phẩm tủy toàn phần
- Tự ghép tủy từ sản phẩm tế bào gốc của tủy hay của máu ngoại vi

### Dị ghép tủy
- Dị ghép từ sản phẩm tủy toàn phần
- Dị ghép từ sản phẩm tế bào gốc của tủy hay của máu ngoại vi.
- Dị ghép từ sản phẩm tế bào gốc của máu cuống rốn.

## Quy trình ghép tủy

### Chuẩn bị trước ghép tủy

#### Lựa chọn người cho tủy –Phức hợp phù hợp mô chính MHC6
Phức hợp phù hợp mô chính hay còn gọi là kháng nguyên bạch cầu người HLA.
Phức hợp này bao gồm một nhóm gene nằm trên nhánh ngắn của nhiễm sắc thể số 6, gồm ba loại gene, tạo ra các kháng nguyên hệ HLA, gồm hai loại chính:
- Kháng nguyên lớp I gồm các sản phẩm gene ở các locus A, B, C
- Kháng nguyên lớp II gồm các sản phẩm gene ở các locus D, DR, DQ và DP.

Các kháng nguyên lớp I được xác định bằng phương pháp huyết thanh học nên được gọi là kháng nguyên SD (Serum determined). Còn các kháng nguyên HLA-D được xác định bằng phản ứng nuôi cấy bạch cầu hỗn hợp
Các bạch cầu lymphô thường mang cả hai loại kháng nguyên trên. Một số lớn các tế bào khác chỉ mang kháng nguyên lớp I tức kháng nguyên SD. 
Kháng thể HLA xuất hiện chủ yếu do truyền máu, mang thai, ghép tổ chức hay do tiêm truyền bạch cầu ở những người tình nguyện. 
Sự khác biệt kháng nguyên hệ HLA của cơ thể cho và nhận càng lớn thì hiện tượng thải ghép xảy ra càng nhanh. Do đó muốn mảnh ghép sống lâu trong cơ thể thì cần có sự giống nhau về kháng nguyên HLA của cơ thể cho và nhận. Thực tế khó xảy ra trừ khi người cho và nhận là anh chị em sinh đôi một trứng.

#### Điều trị trước ghép tủy
Trong ghép tạng phải có sự ức chế miễn dịch mạnh ở người nhận để ngăn ngừa thải ghép. Ức chế miễn dịch phải dùng suốt đời bởi sự dung nạp miễn dịch không bao giờ đạt được. Trong ghép tủy xương, ngoài ức chế miễn dịch cần phải tạo nên các khoảng trống trong tủy để các tế bào ghép trú ngụ và sinh sản. Điều này có được bằng điều trị diệt tủy. 8
Hóa trị liều cao trước ghép tủy, các nhóm thuốc thường dùng như alkylating, etoposide, cytarabine... và có thể cả xạ trị toàn thân. Hiện chưa có sự thống nhất rằng phác đồ nào hiệu quả hơn và được dung nạp tốt hơn phác đồ nào.
Xạ trị toàn thân vai trò cũng chưa rõ ràng và thường được dùng trong lymphôm nguyên bào miễn dịch và lymphôm grad thấp. 1
1. Điều trị diệt tủy trước ghép tủy: Bước chuẩn bị tiêu chuẩn cho bệnh nhân trước khi ghép tủy dị thân là hóa trị liều cao kết hợp hay không kết hợp với xạ trị toàn thân. Đó là nỗ lực để điều trị tận gốc bệnh ác tính nền đồng thời giảm tình trạng thải ghép, giảm các phản ứng bất lợi giữa mảnh ghép và chủ. 1, 3
2. Điều trị không diệt tủy trước ghép tủy: việc điều trị diệt tủy trước ghép tủy thường có độc tính cao vì thường dùng hóa chất liều cao kèm xạ trị toàn thân. Chính độc tính đó đã hạn chế sự dung nạp điều trị, nhất là ở những bệnh nhân lớn tuổi, bệnh nhân có bệnh lý nặng khác kèm theo, hoặc ở những bệnh nhân có bệnh lý diễn tiến chậm (indolent). Lúc này các phác đồ điều trị mà không diệt tủy phù hợp cho những bệnh nhân này mà giảm bớt độc tính. Những phác đồ ít độc tính này cũng phù hợp với bệnh nhân ghép tủy để điều trị các bệnh lý do rối loạn di truyền hoặc bệnh tự miễn mà không phải bệnh lý ác tính. Mục đích của điều trị không diệt tủy trước ghép tủy là ức chế một phần tủy đồng thời ức chế một phần hệ miễn dịch của người nhận để chấp nhận mảnh ghép một cách lâu dài và bền vững. 1
3. Những phác đồ chuẩn bị trước ghép tủy mới: xu hướng hiện nay là dùng xạ trị nhắm trúng đích, với kháng thể đơn dòng được gắn đồng vị phóng xạ, tăng liều xạ trị vào bướu và giảm liều đáng kể đến các mô lành. Ví dụ gắn đồng vị phóng xạ I 131 vào kháng thể đơn dòng kháng CD-33, để điều trị cho những bệnh nhân lymphôm không Hodgkin tế bào B. Kháng thể đơn dòng kháng CD-20 (rituximab) cũng được sử dụng kết hợp trong các phác đồ điều trị trước ghép tủy cho kết quả khá khả quan nhất là ở bệnh nhân lymphôm dạng nang.1

### Chọn lựa nguồn lấy tế bào gốc1,3
- Tế bào gốc từ tủy tự thân: 
Tế bào gốc được lấy từ tủy xương của chính người bệnh.
Phương pháp này có bất lợi là có thể bị nhiễm tế bào bướu. Đa số các tác giả cho rằng tái phát ở những bệnh nhân ghép tủy tự thân là do sự nhiễm tế bào bướu trong tủy ghép và do các tế bào bướu còn sót lại trong tủy xương bệnh nhân trước khi ghép tủy. Đã có nhiều cách nhằm loại bò tế bào bướu khỏi mẫu tủy ghép. Chẳng hạn kháng thể đơn dòng chống tế bào lymphô B đã được dùng để loại tế bào bướu trong ghép tủy tự thân ở bệnh nhân lymphôm không Hodgkin tế bào lymphô B. 

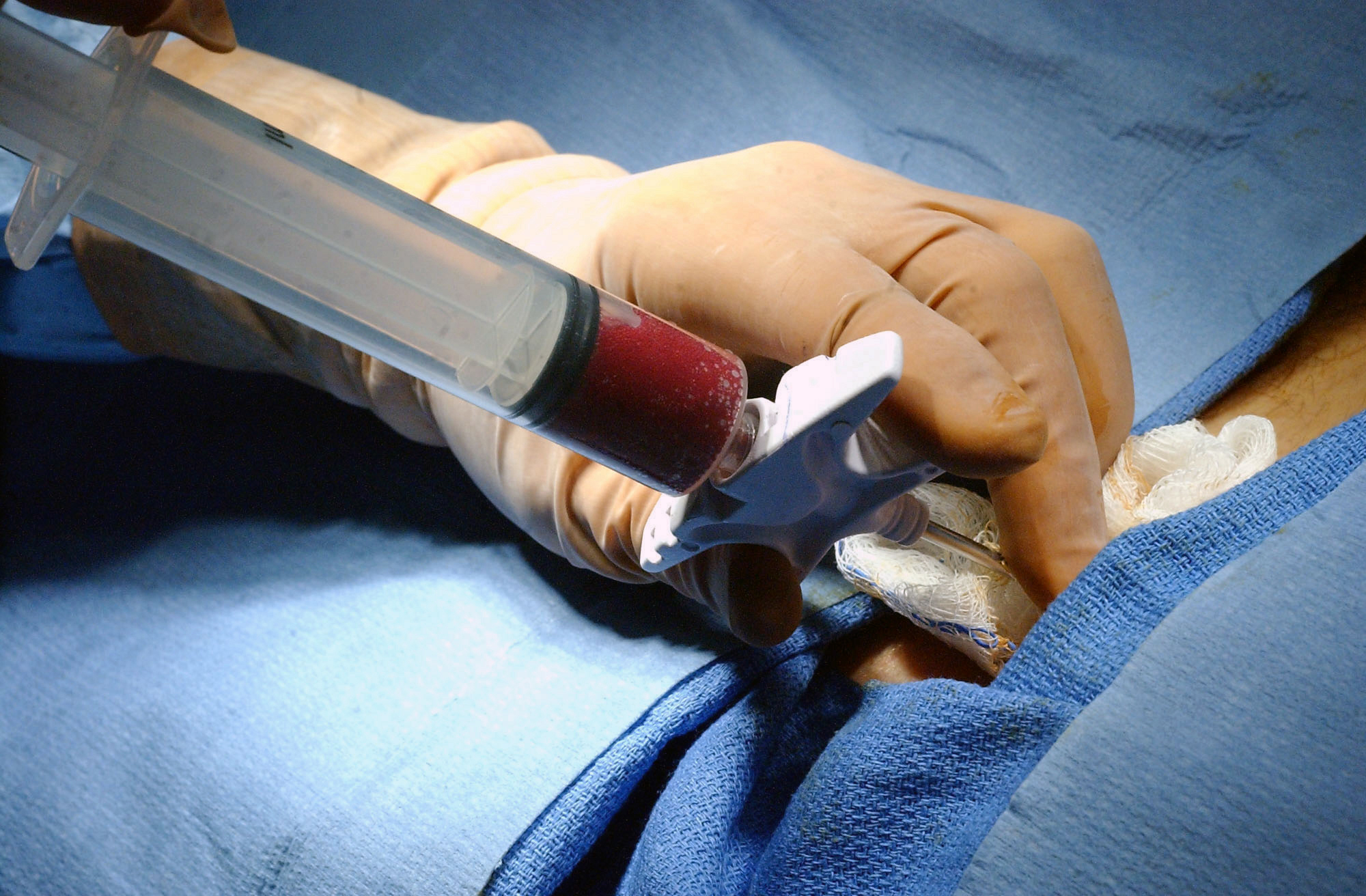
Lấy tủy xương

Phương pháp loại tế bào bướu thường được dùng nhất hiện nay là phương pháp dùng kỹ thuật từ miễn dịch (immunomagnetic) với kháng thể đơn dòng để lựa chọn các tế bào gốc có CD 34(+). Ngoài ra, còn có thể kết hợp thêm kháng thể đơn dòng khác để lựa chọn tế bào có CD 34(+) và Thy-1 (+), phương pháp này đã được ứng dụng trong ghép tủy ở bệnh nhân ung thư vú, đa u tủy và lymphôm.
- Tế bào gốc từ máu ngoại vi: 
Tế bào gốc cũng có thể có trong máu ngoại vi. Bằng các phương pháp huy động tế bào gốc sau đó chiết tách tế bào gốc bằng các máy tách tế bào. Đây cũng là một nguồn cung cấp tế bào gốc nhất là ở những bệnh nhân đã có tiền căn xạ trị vùng chậu, bệnh nhân mà tế bào tủy xương có nguy cơ bị nhiễm tế bào bướu hoặc khi quá trình nuôi tế bào gốc từ tủy xương thất bại.
- Tế bào gốc từ tủy dị thân: 
Tế bào gốc tạo máu được lấy từ tủy của người cho tủy khỏe mạnh. Ghép tủy dị thân được lợi là không bị nhiễm tế bào bướu, đồng thời tác dụng mảnh ghép chống bướu có thể mang lợi ích diệt trừ tế bào ung thư. Tuy nhiên bù lại sự không tương hợp miễn dịch giữa mảnh ghép và người nhận có thể gây nhiều biến chứng chết người. Những biện pháp để ức chế miễn dịch, hạn chế hiện tượng này như hóa trị liều cao, xạ trị, dùng thuốc ức chế miễn dịch ở người nhận và dùng tủy ghép đã được loại tế bào lymphô T, hoặc dùng kháng thể đơn dòng chống tế bào T.
Hiện nay, với các bệnh lý lành tính như hội chứng xơ tủy, thiếu máu bất sản, và nhiều loại bệnh lý rối loạn tăng sinh tủy, cũng như những rối loạn bẩm sinh thì chỉ ghép tủy tự thân được ứng dụng. Tuy nhiên với các bệnh lý ác tính của hệ tạo huyết, thì ghép tủy tự thân và dị thân đều được ứng dụng. Nhìn chung ghép tủy dị thân cho kết quả tốt hơn trong việc kiểm soát bệnh với sự giảm đáng kể tỉ lệ tái phát. Ngược lại, những biến chứng của việc ghép tủy dị thân như bệnh lý mảnh ghép chống chủ, độc tính, nhiễm trùng đã ảnh hưởng đáng kể lên kết quả sống còn.

### Các nguồn gốc tế bào tủy ghép1,3
- Từ tủy xương: đa phần lấy từ xương cánh chậu. Quá trình lấy tủy từ tủy xương khá an toàn và hầu hết các biến chứng liên quan đến việc vô cảm. Một số nghiên cứu cho thấy thời gian trung bình để tủy người hiến tặng hồi phục là 16 ngày.
- Máu ngoại vi: Tế bào gốc tạo máu hiện diện rất ít ở máu ngoại vi. Tuy nhiên, dưới tác dụng của một số tác nhân như hóa trị, yếu tố kích thích tăng trưởng tạo máu (hematopoietic growth factor), một số thuốc ức chế thụ thể hóa ứng động BC (chemokine receptor), có thể gia tăng sự huy động tế bào gốc trong tủy ra máu ngoại biên. Những tế bào này có thể lấy được bằng cách lọc máu (apheresis). Những tế bào được lấy bằng cách này được gọi là TB đầu dòng máu ngoại vi (peripheral blood progenitor cells) để phân biệt với tế bào gốc tạo máu (blood stem cell). Có nhiều thuốc được dùng để huy động tế bào gốc ra máu ngoại vi như G-CSF, GM-CSF, interleukin-3, thrombopoietin, và gần đây hơn là những chất đối vận (antagonist AMD 3100) với receptor của quá trình hóa ứng động (chemokine-related receptor CXCR4).
- Tế bào máu cuống rốn: một bất lợi của nguồn cung cấp này là lượng tế bào gốc tạo máu không nhiều do đó thường được dùng để ghép cho bệnh nhi. Ngược lại đây là các tế bào non, do đó đây cũng chính là những tế bào đi qua được hàng rào miễn dịch của người nhận dễ dàng nhất.

### Các phương pháp huy động tế bào gốc tạo máu (đối với tế bào gốc lấy từ máu ngoại biên)4

#### Hóa trị ức chế tủy
Là một trong những phương pháp được thực hiện đầu tiên. Ở giai đoạn phục hồi sau hóa trị ức chế tủy, lượng tế bào gốc ra máu ngoại biên có thể tăng lên 14 – 100 lần.
Phương pháp này có một số bất lợi: kéo dài thời gian điều trị, độc tính cao, gây giảm bạch cầu, giảm tiểu cầu, … Và ở một số bệnh nhân, sau khi hóa trị không ghi nhận thấy tình trạng tăng hoặc tăng rất ít tế bào gốc ở máu ngoại vi, nhất là ở bệnh nhân bị xâm nhập tủy.
Hiện nay, với việc sử dụng các yếu tố kích thích tăng trưởng tế bào gốc thì phương pháp này không còn được sử dụng rộng cũng như không được sử dụng đơn độc để huy động tế bào gốc nữa.

#### Dùng các yếu tố kích thích tăng trưởng tế bào gốc đơn thuần
Một số thuốc đã được dùng để huy động tế bào gốc ra máu ngoại biên: G-CSF, GM-CSF, interleukin-3, SCF (stem cell factor)…
Hiện G-CSM là thuốc thường được dùng nhất vì hiệu quả và ít độc tính. Một số thuốc khác mới hơn đang được nghiên cứu như AMD3100. AMD 3100 là chất đối vận lên thụ thể chemokine CXCR4 có ở tế bào bạch cầu. Một số nghiên cứu gần đây cho thấy AMD3100 có tác dụng hiệp đồng với G-CSF.

## Biến chứng sau ghép tủy1,7,8

### Sớm: trong vòng 100 ngày sau ghép tủy
Với việc sử dụng nguồn tế bào gốc từ tế bào máu ngoại vi, thu ngắn thời gian hồi phục tế bào tủy, tế bào máu, vì thế làm giảm đáng kể các biến chứng sớm. Thời gian hồi phục thu ngắn làm giảm sử dụng kháng sinh, giảm nuôi ăn bằng đường truyền tĩnh mạch, giảm truyền máu và giảm thời gian nằm viện. Các thuốc tăng trưởng tế bào như G-CSF thường được dùng trong ghép tủy tự thân có vẻ làm gia tăng quá trình hồi phục của dòng BC trung tính một cách vừa phải.
Sau ghép tủy dị thân gặp nhiều khó khăn hơn. Ở nhiều trung tâm, tế bào gốc từ máu ngoại vi thường được dùng khi người hiến tủy là chị em ruột của bệnh nhân. 
Viêm niêm mạc và dinh dưỡng: viêm niêm mạc đường tiêu hóa gặp ở hầu hết những bệnh nhân ghép tủy, đặc biệt ở những bệnh nhân được xạ trị toàn thân hoặc được điều trị methotrexate phòng ngừa bệnh lý mảnh ghép chống chủ. Điều trị chủ yếu là súc miệng, kết hợp dùng kháng sinh phòng ngừa. Giảm đau chủ yếu là tại chỗ, đôi khi phải dùng giảm đau đường tiêm truyền.
Chảy máu: những bệnh nhân ghép tủy có nguy cơ cao bị chảy máu, tuy nhiên đa phần xuất huyết ở những bệnh nhân ghép tủy không thường gặp và có thể kiểm soát được bằng các cách thông thường như xuất huyết dạng chấm, chảy máu mũi, nặng hơn có thể xuất huyết dạ dày, xuất huyết đường sinh dục tiết niệu. Tuy nhiên những xuất huyết này có thể kiểm soát được bằng truyền tiểu cầu.
Nhiễm trùng: do tổn thương hàng rào bảo vệ là da niêm mạc và giảm bạch cầu. Để giảm biến chứng này, nhiều trung tâm đã thực hiện việc truyền globulin miễn dịch cho bệnh nhân sau ghép tủy.
Nhiễm vi trùng rất thường gặp trong thời gian đầu sau ghép tủy và tác nhân chủ yếu là gram (+), mặc dù gram (-) cũng có thể gặp. Cụ thể là nhóm staphylococcus, streptococuss viridans, trực khuẩn gram (-). Cũng có thể nhiễm Haemophilus Influenza, nhưng thường gặp muộn hơn, khoảng tháng thứ 2-3 sau ghép tủy, và gặp ở bệnh nhân bị bệnh mảnh ghép chống chủ cấp.
Theo nhiều tác giả, nguy cơ gia tăng không phải do tình trạng giảm BC mà nguồn bệnh xuất phát từ các đường tiêm truyền mà chủ yếu là catheter tĩnh mạch và do tổn thương hang rào da niêm xảy ra trong quá trình chuẩn bị trước ghép tủy.
Nhiễm nấm: thực sự nguy hiểm cho bệnh nhân sau ghép tủy, đặc biệt nhiễm Aspergilus xâm lấn. Candida và Aspergilus là hai tác nhân thường gặp, tuy nhiên còn nhiều tác nhân khác.
Nhiễm virus: trong giai đoạn sớm sau ghép tủy thì virus thường gặp là Herpes Simplex Virus, virus á cúm. Nhóm Cytomegalo Virus cũng thường gặp, thường khoảng tháng thứ 2-3 sau ghép tủy.
Bệnh mảnh ghép chống chủ cấp: vẫn còn là biến chứng nghiêm trọng và là thách thức cho ghép tủy. Nguyên nhân là sự xung đột miễn dịch giữa tế bào lymphô T của tủy người hiến với mô của cơ thể người nhận, trong điều kiện hệ miễn dịch của người nhận tủy ghép bị ức chế đủ mạnh để không xảy ra phản ứng ngược lại giữa tế bào miễn dịch người nhận với mảnh tủy được ghép. Theo định nghĩa phản ứng này xảy ra trong 100 ngày sau ghép tủy, biểu hiện đầu tiên ở da, đường tiêu hóa và gan. Phòng ngừa bằng cách dùng thuốc ức chế miễn dịch. Thuốc thường dùng là cyclosporine và methotrexate. Tacrolimus (FK506) cũng được sử dụng để phòng ngừa phản ứng này. Một cách khác để phòng ngừa phản ứng này là loại bỏ tế bào lymphô T trong tủy người hiến trước khi ghép cho người nhận. Tuy nhiên, ngược lại, việc loại bỏ tế bào lymphô T thì làm tăng nguy cơ thải ghép và nguy cơ tái phát cho bệnh nhân. Bệnh nhân nhận tủy ghép đã loại bỏ tế bào T cũng gia tăng nguy cơ bị các nhiễm trùng cơ hội. Quan niệm gần đây là chỉ loại bỏ lymphô T ở một mức độ nào đó thôi.
Điều trị đầu tiên cho bệnh mảnh ghép chống chủ là corticoid thường dùng là glucocoticoid.
Thuyên tắc tĩnh mạch: thuyên tắc tĩnh mạch gan là một biến chứng nguy hiểm dễ gây tử vong, thường xuất hiện trong 1 tháng sau ghép tủy, gặp cả trong ghép tủy tự thân và ghép tủy dị thân. Triệu chứng điển hình là tăng cân không rõ nguyên nhân, vàng da, gan to, đau bụng và báng bụng. Khi diễn tiến nặng, có thể ảnh hưởng lên não, suy thận, tổn thương phổi và suy đa cơ quan.
Những bệnh nhân có tiền căn viêm gan siêu vi B hoặc C là những người có nguy cơ cao bị biến chứng này. Những bệnh nhân bị mức độ nhẹ và trung bình có thể hồi phục lại chức năng gan và hiến khi để lại những di chứng mãn tính lên gan.
Điều trị biến chứng này còn chưa thống nhất. Một số nghiên cứu cho thấy dùng heparin và rTPA (recombinant Tissue-plasminogen activator) cải thiện ở một số bệnh nhân nhưng ngược lại làm tăng nguy cơ xuất huyết.
Biến chứng lên phổi: là một biến chứng thường gặp cả trong ghép tủy tự thân và ghép tủy dị thân. Nguyên nhân có thể do nhiễm trùng, do hóa trị, chảy máu, hoặc đôi khi nguyên nhân không rõ. Viêm phổi mô kẽ gặp ở khoảng 10-15% bệnh nhân. Nguy cơ cao ở bệnh nhân lớn tuổi và bệnh nhân có xạ trị vào phổi trước đó. Viêm phổi kẽ vô căn có thể điều trị bằng corticoid và có đáp ứng khá tốt. Biến chứng này thường gặp ở ngày thứ 20-60 sau ghép tủy.

### Muộn sau 100 ngày
Bệnh mảnh ghép chống chủ mãn
Trong khoảng giữa thập kỷ 70, những ca dị ghép tủy xương từ tủy của người hiến là anh chị em cùng huyết thống đã phù hợp kháng nguyên HLA, bệnh nhân có những biểu hiện bệnh lý ở da, miệng, nhãn cầu, ruột, gan và mô phổi. Nhiều bệnh nhân biểu hiện với những tổn thương nặng nề ở da, xơ cứng mô dưới da, dễ nhiễm trùng. Bệnh lý này diễn ra với nhiều biểu hiện của hiện tượng tự miễn.
Mãn khi những biểu hiện của bệnh xảy ra sau từ ngày thứ 100 trở đi. Biểu hiện của bệnh thường rộng, toàn thân gồm các biểu hiện ở da, đường tiêu hóa, gan, hô hấp.
Biểu hiện da có thể tương tự như những rối loạn tự miễn như xơ cứng bì, viêm da cơ, da xơ cứng, tróc vẩy, teo da, teo đét móng tay móng chân, rụng tóc. Ở đường tiêu hóa, loét niêm mạc miệng, thực quản, rối loạn hấp thu. Ở gan thì tăng men gan, nghẽn mật trong gan, xơ gan. Khô các tuyến ngoại tiết, nhiễm trùng phổi từng đợt, viêm tắc phế quản...
Bệnh nhân có thể có nguy cơ tử vong nếu bệnh biểu hiện nặng, nhất là ở những bệnh nhân giảm tiểu cầu < 100 000/mm3 hoặc giảm đạm trong máu.
Điều trị khá phức tạp, và chính vẫn là các thuốc ức chế miễn dịch, trong đó chủ yếu là prednisone. Bệnh nhân cũng có nguy cơ cao bị nhiễm trùng, do bị ức chế miễn dịch kéo dài, đặc biệt đó là những vi trùng gram (+). Sử dụng vaccine phòng ngừa, dùng IgG miễn dịch truyền tĩnh mạch, dùng kháng sinh luân phiên cho thấy giảm nguy cơ nhiễm trùng.
Hiện có nhiều thuốc mới được sử dụng trong điều trị bệnh mảnh ghép chống chủ như thalidomide là một ví dụ. Tuy nhiên việc nghiên cứu sử dụng thalidomide để phòng ngừa bệnh này chưa thành công. Một số thuốc khác như psoralen dùng kết hợp với tia cực tím A đã cho một số thành công nhất là ở bệnh nhân có biểu hiện ở da giống như xơ cứng bì. Rapamycin cũng đang được nghiên cứu.
Nhiễm trùng: Ở giai đoạn này bệnh nhân vẫn có nguy cơ cao bị nhiễm trùng nguyên nhân được giải thích là do khiếm khuyết chức năng lymphô T, và do bệnh lý mảnh ghép chống chủ mãn. Thường gặp là viêm phổi do pneumocystic carinii, nhiễm vi trùng có vỏ bọc, nhiễm CMV.
Biến chứng liên quan đến sinh sản
Do sử dụng các phác đồ hóa chất liều cao nhằm mục đích diệt tủy trước ghép tủy, đặc biệt liên quan đến những bệnh nhân nữ trong độ tuổi sinh sản. Với nam giới, lưu giữ tinh trùng trong ngân hàng là một giải pháp đang được chấp nhận. Một số thử nghiệm với trữ lạnh phôi, nhất là phôi đã được thụ tinh trước điều trị cho kết quả thụ thai thành công ở nhiều trường hợp.
Biến chứng về sinh dục thường gặp nhất là: viêm teo âm đạo, và những vấn đề liên quan đến mất chức năng buồng trứng.
Biến chứng liên quan đến phát triển cơ thể: Gặp ở trẻ em, nhất là khi trẻ được xạ trị toàn thân diệt tủy trước ghép tủy. Suy tuyến giáp cũng đôi khi gặp, nhưng có thể điều chỉnh bằng hormone thay thế.
Ung thư thứ hai: Thường gặp nhất là hội chứng loạn sản tủy thứ phát và bệnh bạch cầu tủy cấp, xảy ra trong 2 đến 7 năm sau ghép tủy với nguy cơ tích lũy 8-18%.

## Hiệu ứng mảnh ghép chống bướu1,5
Đó là hiện tượng xảy ra trong ghép tủy dị thân khi tác dụng miễn dịch từ tủy người hiến mang lại khả năng diệt những tế bào ác tính còn sót lại trong cơ thể người nhận. Đây là một trong những phát hiện về mặt sinh học đáng chú ý trong ngành ghép tủy và được coi là một trong những nguyên lý của ghép tụy dị thân.
Một trong những lý do làm tế bào ung thư tăng sinh, phát triển và lan tràn là do hệ thống miễn dịch cơ thể không coi đó là những tế bào bệnh. Ghép tủy sẽ mang lại những tế bào miễn dịch, những tế bào này nhận diện các tế bào ác tính là tế bào bất thường, và tiêu diệt chúng. Đây là một trong các cơ chế giải thích hiệu quả điều trị của ghép tủy dị thân. Tác dụng này thấy rõ hơn ở những bệnh lý diễn tiến chậm, như bệnh bạch cầu mãn, lymphôm grad thấp, một số dạng đa u tủy, ngược lại hiệu quả kém hơn ở những bệnh lý cấp như bạch cầu cấp.
Ở một số bệnh nhân tái phát sau ghép tủy dị thân, khả năng diệt tế bào bướu của tế bào nguồn gốc từ tủy ghép có thể được hồi phục lại nếu bệnh nhân được truyền thêm bạch cầu người hiến tủy trước đó (donor lymphocyte infusion)
Những so sánh cho thấy sự giảm nguy cơ bị bệnh mảnh ghép chống chủ đi kèm với sự gia tăng nguy cơ tái phát bệnh sau ghép tủy, việc loại bỏ tế bào lymphô T khỏi tủy ghép tăng tỉ lệ tái phát khi ghép tủy ở bệnh nhân bệnh bạch cầu tủy mãn. Việc điều trị ức chế miễn dịch ở bệnh nhân bị bệnh mảnh ghép chống chủ mãn cũng làm tăng tỉ lệ tái phát. Do đó một trong những mục tiêu sau ghép tủy là làm sao hạn chế được bệnh lý mảnh ghép chống chủ nhưng lại gia tăng hiệu quả mảnh ghép chống khối bướu.
Truyền bạch cầu của người hiến cho người nhận: Dựa trên hiệu ứng này mà một trong những cách điều trị tái phát sau ghép tủy là truyền lymphô T (Donor Leukocyte Infusion DLI) của người hiến cho người nhận. Có hai nghiên cứu tiền cứu lớn thực hiện ở châu Âu và bắc Mỹ trên những bệnh nhân bạch cầu tủy mãn tái phát sau ghép tủy dị thân, kết quả tổng kết cho thấy đáp ứng hoàn toàn sau truyền lymphô T từ người hiến tủy đạt được từ 60-80% [5]. DLI cũng có hiệu quả trong bệnh bạch cầu cấp, tuy nhiên đáp ứng thấp hơn nhiều, một vài nghiên cứu cho thấy đáp ứng hoàn toàn chỉ đạt 20-65% mà chủ yếu là bệnh bạch cầu tủy cấp. Đối với bạch cầu lymphô cấp, DLI gần như không hiệu quả.
Riêng vai trò của DLI trong các bệnh lý ác tính khác của hệ tạo huyết như lymphôm không Hodgkin, đa u tủy hiện chưa rõ ràng.
Biến chứng của DLI: những biến chứng quan trong đó là bệnh mảnh ghép chống bướu và tình trạng ức chế tủy. Ức chế tủy làm giảm các dòng tế bào máu xảy ra ở khoảng 34% các trường hợp.

## Các yếu tố ảnh hưởng đến kết quả điều trị ghép tủy1
1. Tình trạng bệnh nền lúc ghép tủy: một trong những yếu tố tiên lượng quan trọng cho đáp ứng sau ghép tủy. Nếu bệnh nhân đạt được đáp ứng hoàn toàn hay ở giai đoạn mãn (first chronic phase) thì kết quả điều trị cao hơn so với nhóm không đạt đáp ứng hoàn toàn hay ở ngoài giai đoạn mãn.
2. Nguồn gốc tủy ghép
3. Tuổi người được ghép tủy: tuổi là một yếu tố ảnh hưởng quan trọng đến kết quả điều trị. Ví dụ, bệnh nhân bệnh bạch cầu nếu được ghép tủy dị thân thì kết quả tốt nhất khi tuổi < 20, với 60-80% sẽ có sống còn không bệnh lâu dài. Tuổi càng cao, tiên lượng càng xấu, nhất là ở tuổi sau 50 tuổi. Có nhiều lý do giải thích cho tình trạng này, đó là tổng trạng kém, bệnh lý đi kèm, khả năng dung nạp kém với điều trị trước ghép tủy và các biến chứng sau ghép tủy. Vì thế ở nhóm bệnh nhân lớn tuổi, điều trị không diệt tủy trước ghép tủy là thích hợp hơn. Riêng ghép tủy tự thân thì biến chứng sau ghép tủy ít chịu ảnh hưởng của tuổi và ghép tủy tự thân có thể thực hiện ở cả bệnh nhân sau 70 tuổi.
4. Bệnh lý đi kèm: cần lưu ý các bệnh lý đi kèm như bệnh lý phổi, tim mạch, viêm gan siêu vi, nhiễm HIV, nhiễm CMV. Một yếu tố quan trọng nữa là cân nặng của bệnh nhân. Ghi nhận cho thấy những bệnh nhân có cân nặng vượt quá 30% trọng lượng cơ thể tiêu chuẩn thì thường có kết quả xấu hơn.

## Chỉ định ghép tủy

### Ghép tủy tự thân
Bệnh ác tính		
- Đa u tủy
- Bướu nguyên bào thần kinh
- Lymphôm không Hodgkin
- Bệnh Hodgkin
- Bạch cầu tủy cấp
- Bướu nguyên bào tủy
- U tế bào mầm

Bệnh lành tính
- Bệnh tự miễn
- Bệnh Amyloidosis

### Ghép tủy dị thân
Bệnh ác tính		
- Bạch cầu tủy cấp
- Lymphôm không Hodgkin
- Bệnh Hodgkin
- Bạch cầu cấp nguyên bào lymphô
- Bạch cầu tủy mãn (CML)
- Hội chứng loạn sản tủy
- Đa u tủy
- BC lymphô mãn

Bệnh lành tính	
- Thiếu máu bất sản
- Thiếu máu Fanconi
- Thalassemia thể major
- Thiếu máu Diamond-Blackfan
- Bệnh HC hình liềm
- Hội chứng Wiskott-Aldrich
- Các bệnh lý rối loạn tự miễn